# Yavé Cahard
Yavé Cahard   (Sainte-Adresse, 26 de desembre de 1957) va ser un ciclista francès que fou professional entre 1981 i 1987. Va combinar la carretera amb el ciclisme en pista, aconseguint els majors en aquesta última. Com a ciclista amateur va prendre part en els Jocs Olímpics de Moscou de 1980, en què guanyà una medalla de plata en la prova de velocitat individual, per darrere Lutz Hesslich. Cahard també va guanyar una plata i dues medalles de bronze en les proves d'esprint professional als Campionats del Món de Ciclisme en Pista UCI de 1982, 1983 i 1984.

## Palmarès
Palmarès de Yavé Cahard.
- 1978
  -  Campió de França amateur en velocitat
  -  Campió de França amateur en Quilòmetre
- 1979
  -  Campió del món en tàndem (amb Franck Dépine)
  -  Campió de França amateur en velocitat
  -  Campió de França amateur en Quilòmetre
- 1980
  -  Campió de França amateur en velocitat
  -  Campió de França amateur en Quilòmetre
  -  Medalla de plata als Jocs Olímpics de Moscou en la prova de velocitat individual
- 1981
  -  Campió de França amateur en velocitat
  -  Campió de França amateur en Quilòmetre
- 1982
  -  Campió de França en velocitat
- 1985
  -  Campió de França en velocitat